# Odynerus limbiferoides
Odynerus limbiferoides är en stekelart som beskrevs av Giordani Soika. Odynerus limbiferoides ingår i släktet lergetingar, och familjen Eumenidae. Inga underarter finns listade i Catalogue of Life.